# 池田雅人
池田 雅人（いけだ まさと、1973年〈昭和48年〉1月10日 - ）は、日本の空手家。極真会館出身で、現在は東京都北区赤羽に本部道場を置く、空手道飛鳥道場の代表師範である。

## 略歴
山形県山形市出身。
小学5年生から高校3年生まで8年間、山形にて体操競技に打ち込む。
1991年、東京に上京と同時期に極真会館総本部道場（池袋）に入門。仕事と空手修行を両立させる。
1994年、大山倍達死去。この年に初段取得後、競技選手を始める。
2003年、現役選手引退。
2007年、極真会館（松井派）を退会し、日本空手道飛鳥道場を興す。空手家・宇城憲治を尊敬する。

## 主な戦歴（松井派主催）
- 1994年 - 神奈川県選手権大会4位（デビュー戦）
- 1995年 - 第12回全日本ウェイト制選手権大会中量級2位、第6回全世界選手権大会ベスト16
- 1996年 - 第1回北米選手権大会（NY）優勝
- 2000年 - 第32回全日本選手権大会5位　試割賞（24枚）
- 2001年 - 第33回全日本選手権大会5位　試割賞（29枚）技能賞
- 2003年 - 第20回全日本ウェイト制選手権大会軽重量級優勝、第8回全世界選手権大会出場